# Amphitryon (Molière)
Amphitryon ist eine Komödie in drei Akten des französischen Dichters Molière. Sie ist zum großen Teil eine Bearbeitung des Amphitruo von Plautus. Das Stück diente Heinrich von Kleist als Grundlage für seine gleichnamige Tragikomödie.
Die Uraufführung fand am 13. Januar 1668 im Palais Royal in Paris statt, eine „première royale“ am folgenden 16. Januar im Théâtre des Tuileries. Das Stück wurde zu einem großen Erfolg und wurde, mit Molière in der Rolle des Sosias, bis Ostern desselben Jahres 29-mal gespielt. Es wird vermutet, dass der Dichter mit diesem Stück eine Kritik an den Liebesabenteuern des „Sonnenkönigs“ Ludwig XIV. formulieren wollte.

## Handlung
Das Stück beginnt mit einem Prolog als Zwiegespräch zwischen Merkur und der Nacht. Alcmène (Alkmene) erwartet die Rückkehr ihres Gatten Amphitryon aus dem Krieg gegen die Athener. Statt seiner erscheint ihr jedoch Jupiter in der Gestalt ihres Gatten und die beiden verbringen zusammen eine Liebesnacht. Als am nächsten Morgen der echte Amphitryon nach Theben zurückkehrt und Alkmene ihm von der vermeintlich gemeinsam durchlebten Nacht erzählt, fühlt dieser sich von seiner Frau betrogen. Jupiter erscheint Alkmene erneut in der Gestalt ihres Gatten, will aber von ihr nicht als Ehemann, sondern als Liebhaber geliebt werden, worauf sie verständnislos und schockiert reagiert. Spiegelbildlich dazu gibt es eine Ebene der Diener, auf der Merkur die Gestalt des Sosias annimmt, es im Gegensatz zu Jupiter aber unterlässt, dessen Gattin Cléanthis zu verführen. Die streitlustige Cléanthis kommt im Stück von Plautus nicht vor und ist eine Erfindung von Molière.
Als sich am Ende die beiden Amphitryon-Gestalten gegenüberstehen, halten sowohl die Feldherren als auch Alkmene den Jupiter-Amphitryon für den wahren. Jupiter klärt das Missverständnis auf und prophezeit Amphitryon als Wiedergutmachung die Geburt des heldenhaften Herkules. Der echte Amphitryon, Merkur und Sosias bleiben wortlos zurück.